# ホッパー (ミサイル駆逐艦)
|          | |
| 艦歴     | |
| 発注     | 1992年4月8日                                                                                               |
| 起工     | 1995年2月23日                                                                                              |
| 進水     | 1996年1月6日                                                                                               |
| 就役     | 1997年9月6日                                                                                               |
| 退役     | |
| その後   | 就役中 |
| 要目     | |
| 排水量   | 満載: 8,362 トン                                                                                           |
| 全長     | 153.9 m (505 ft)                                                                                           |
| 全幅     | 20.1 m (66 ft)                                                                                             |
| 吃水     | 9.4 m (31 ft)                                                                                              |
| 機関     | COGAG方式                                                                                                  |
| 機関     | LM 2500-30ガスタービンエンジン (27,000shp) ×4基                                                            |
| 機関     | 可変ピッチプロペラ（5翅）×2軸                                                                              |
| 最大速   | 31ノット                                                                                                   |
| 航続距離 | 4,400 海里（20ノット時）                                                                                   |
| 乗員     | 士官、兵員 337名                                                                                           |
| 兵装     | Mk.45 mod.2 5インチ単装砲 ×1基                                                                             |
| 兵装     | Mk.38 25mm単装機関砲 ×2基                                                                                  |
| 兵装     | Mk.15 20mmCIWS×2基                                                                                         |
| 兵装     | M2 12.7mm機銃 ×4挺                                                                                         |
| 兵装     | Mk.41 mod.2 VLS ×90セル - SM-2MR/ER SAM - SM-3 ABM - ESSM 短SAM - VLA SUM - トマホーク SLCM などを発射可能 |
| 兵装     | ハープーンSSM 4連装発射筒×2基                                                                              |
| 兵装     | Mk.32 3連装短魚雷発射管×2基                                                                                |
| 艦載機   | ヘリコプター甲板のみ, 格納庫なし                                                                           |
| C4ISTAR  | AWS B/L 5 (Mk.99 GMFCS×3基)                                                                                |
| C4ISTAR  | AN/SQQ-89                                                                                                  |
| センサ   | AN/SPY-1D 多機能レーダー×4面                                                                               |
| センサ   | AN/SPS-67 対水上レーダー×1基                                                                               |
| センサ   | AN/SQS-53C艦首装備ソナー                                                                                   |
| センサ   | AN/SQR-19 曳航ソナー                                                                                       |
| 電子戦   | AN/SLQ-32(V)2 ESM装置                                                                                      |
| 電子戦   | Mk.36 mod.12 デコイ発射装置                                                                                |
| モットー | Aude Et Effice - "Dare And Do"                                                                             |

ホッパー (英語: USS Hopper, DDG-70) は、アメリカ海軍のミサイル駆逐艦。アーレイ・バーク級ミサイル駆逐艦の20番艦。艦名は先駆的なコンピュータ科学者であり、プログラミング言語COBOLの設計者でもあったグレース・ホッパー准将に因む。

## 艦歴
ホッパーの建造契約はメイン州バスのバス鉄工所に1992年4月8日に発注され、1995年2月23日に起工、1996年1月6日にメアリー・マレー・ウェストコート夫人（ホッパー提督の妹）によって命名、進水し、1997年9月6日にトマス・D・クローリー艦長の指揮下就役した。
ホッパーは海軍の女性士官に因んで命名された二隻目のアメリカ軍艦艇である。もう一隻は第一次世界大戦中の海軍看護婦部隊の最高責任者、レナ・ヒグビーに因んで命名された駆逐艦ヒグビー (USS Higbee, DD-806) である。
2008年5月2日、タラワ (USS Tarawa, LHA-1) 遠征打撃群 (Tarawa ESG) の一員として半年間に渡る"テロとの闘い"の任務を終了し帰還した。